# Fritz Lendi

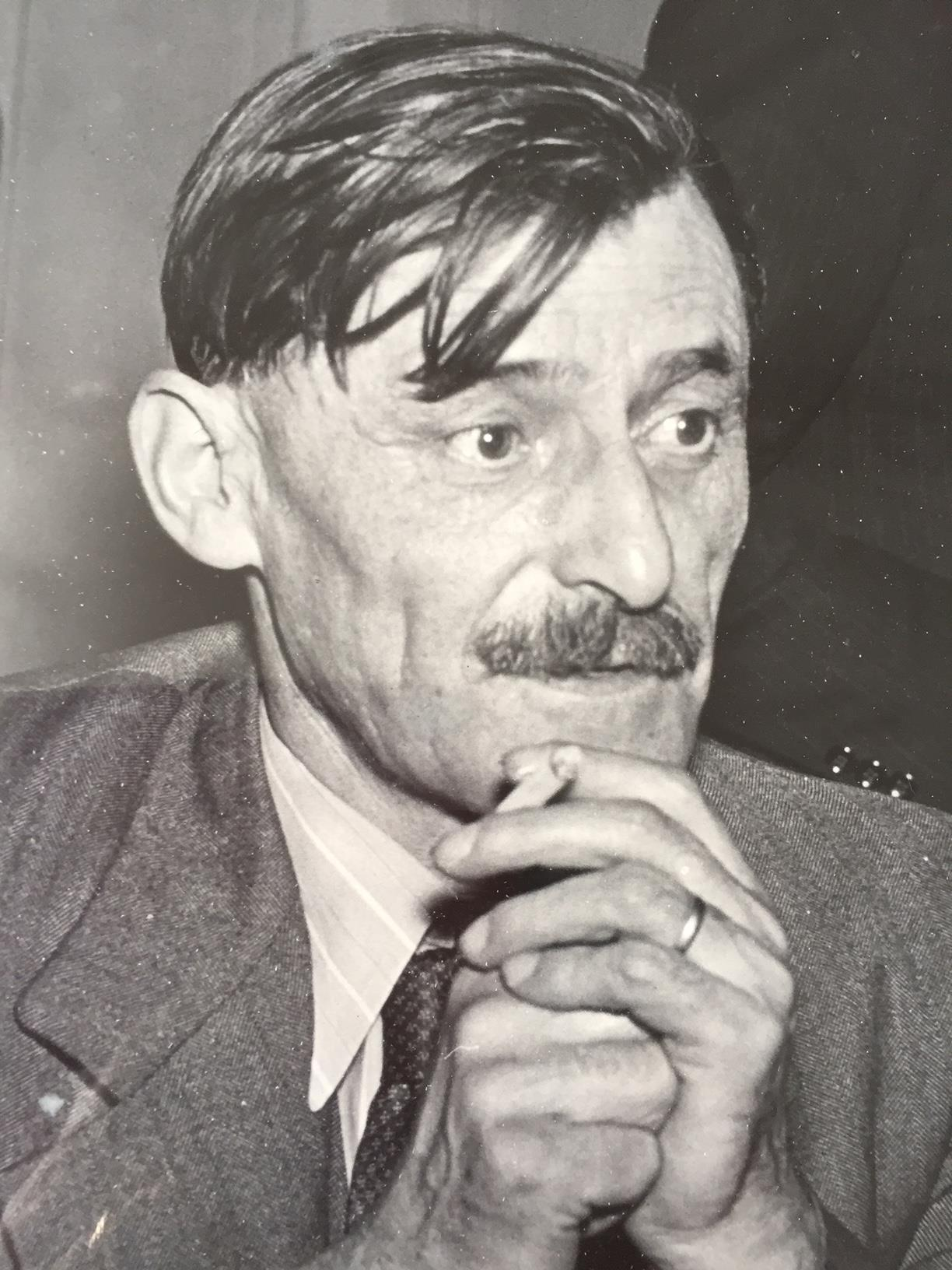
Porträt Fritz Lendi

Fritz Lendi (* 8. Juni 1896 in Davos Platz GR; † 21. Mai 1967 in Bad Ragaz SG) war ein Schweizer Schriftsteller, Verfasser von historischen Romanen, Journalist, Redaktor und Politiker.

## Leben
Fritz Lendi wurde am 8. Juni 1896 in Davos Platz als Sohn von Friedrich Lendi und Mathilde Lendi-Mossdorf geboren. Seine Eltern betrieben die Bäckerei Lendi in Davos Platz. Am 14. November 1899 wurde sein Bruder Christian Lendi geboren. Die Mutter entstammt einer Familie aus Sachsen, die sich im Kanton Thurgau eingekauft hatten. Sie war in Altstätten im St. Galler Rheintal aufgewachsen. Der Familie entstammte unter anderem ihr Neffe Albert Mossdorf.
1907 starben seine Eltern. Zusammen mit seinem Bruder wuchs er anschliessend bei Verwandten mütterlicherseits im appenzellischen Herisau auf. Nach der Sekundarschule absolvierte er von 1912 bis 1916 eine Lehre als Schriftsetzer in der Buchdruckerei der Appenzeller Zeitung.
Während des Ersten Weltkriegs war der jungen Setzer auf der Walz durch Deutschland. Sie führte ihn von Karlsruhe über Vaihingen an der Enz und Penig bis nach Mittweida in Sachsen. Anschliessend wurde er in den Aktivdienst in der Schweizer Armee aufgeboten. 1918, nach dem Ende des Ersten Weltkriegs, führte sein beruflicher Weg als Setzer nach Reinach, Bern, Olten, Heiden und Mels.
1920 gründete er mit der Lehrerstochter Ursula Marty (* 3. November 1890; † 17. November 1984) aus Malans eine Familie, der sein Sohn Fritz Lendi (1922–2014) und seine Tochter Lukretia Mathilda Lendi (* 17. Januar 1927) entstammten. 1928 siedelte er nach Bad Ragaz über. Dieses wurde zum eigentlichen Wirkungsfeld und zur zweiten Heimat von Fritz Lendi.
1928 wurde ihm die Schriftleitung des Fremdenblattes von Ragaz-Pfäfers als Redaktor übertragen. 1930 übernahm er auch die Redaktion der Sarganserländischen Volkszeitung (später hiess sie Der freie Oberländer). In diesen Funktionen prägte er über dreissig Jahre bis zu seiner Pensionierung die politische und wirtschaftliche Entwicklung der Gemeinde Bad Ragaz und des Sarganserlandes.
1930 wurde sein erstes Werk Schild und Wappen – Primavera durch den Verein zur Verbreitung Guter Schriften publiziert. Weitere Werke folgten, u. a. Gesegnete Wasser (1954) mit der historischen Geschichte des Bad Pfäfers und dem Lebensweg von Bernhard Simon. Für die SRG redigierte er u. a. volkskundliche Sendungen, für welche er 1961 mit dem Radiopreis der Ostschweiz ausgezeichnet wurde.
1940 übernahm er zusätzlich zur Leitung der Sarganserländischen Volkszeitung die Leitung des Feuilletons von Der Freie Rätier in Chur, der Vorgängerzeitung der Bündner Zeitung. Die Mitarbeit in der liberalen Presse war dem Publizisten ein inneres Anliegen. Als politischer Redaktor erkannte Fritz Lendi, welche Gefahren der Schweiz von Nazi-Deutschland in den Dreissiger und Kriegsjahren drohten. In zahlreichen Artikeln und Vorträgen rief er seine Leser und Zuhörer zur geistigen Landesverteidigung auf.
Politisch stand er an der Spitze der Freisinnig-demokratischen Partei des Bezirks Sargans. Als Obmann der Jungliberalen Bewegung des Kantons St. Gallen wurde er für drei Amtsperioden in das kantonale Parlament, den Grossen Rat des Kantons St. Gallens gewählt. Als Schulinspektor war er für sämtliche Schulstuben des Sarganserlandes zuständig.
Im Juli 2019 griff die Ragazetta in einer Spezialausgabe die Ragazer Jahre von Bernhard Simon mit Auszügen aus dem Werk Gesegnete Wasser von Fritz Lendi auf.

## Literarische Werke
- Schild und Wappen – Primavera. Historische Erzählung. Verein zur Verbreitung Guter Schriften, 1930.
- Der Stern der Freiheit. Erzählung. Verlag Friedrich Reinhardt, Basel 1938.[6]
- Späte Heimkehr. Novellen. Walter Loepthien, Meiringen/Stuttgart 1940.
- Der König der Republik. Roman. Walter Loepthien, Meiringen/Stuttgart 1942.
- Sankt Luzisteig. Erzählung. Walter Loepthien, Meiringen/Stuttgart 1942.
- Der weisse Schlitten. Erzählung. Walter Loepthien, Meiringen/Stuttgart 1950.[7] Neuauflage 2018.
- Gesegnete Wasser. Eine Schilderung. Walter Loepthien, Meiringen/Stuttgart 1954.[8][9]
- Reise ins Unterland. Jugenderinnerung. Amriswiler Bücherei, Amriswil 1964.[10]
- Gesammelte Werke, Band I und II. Calven-Verlag, Chur 1974.

## Ehrungen
- 1961: Radiopreis der Ostschweiz[11]
- 1996: Gedenkstein mit Inschrift zum 100. Geburtstag in Bad Ragaz